# Amphoe Kae Dam
Amphoe Kae Dam (thaï : แกดำ) est un amphoe de la province de Maha Sarakham.